# La Motte-Saint-Martin
La Motte-Saint-Martin is een gemeente in het Franse departement Isère (regio Auvergne-Rhône-Alpes) en telt 451 inwoners (2020). De plaats maakt deel uit van het arrondissement Grenoble.

## Geografie
De oppervlakte van La Motte-Saint-Martin bedraagt 14,7 km², de bevolkingsdichtheid is 23,1 inwoners per km².
De onderstaande kaart toont de ligging van La Motte-Saint-Martin met de belangrijkste infrastructuur en aangrenzende gemeenten.

## Demografie
Onderstaande figuur toont het verloop van het inwonertal (bron: INSEE-tellingen).